# Lauanische Sprache
Lauanisch ist eine ostfidschianische Sprache, die von etwa 16.000 Personen auf einer Gruppe von Inseln in Ost-Fidschi gesprochen wird. 
Das Verbreitungsgebiet der lauanischen Sprache ist die Provinz Lau und die dazugehörigen Inseln Lau, Nayau, Lakeba, Oneata, Moce, Komo, Namuka, Kabara, Vulaga, Ogea und Vatoa. Allerdings schrumpft ihr Verbreitungsgebiet in letzter Zeit stark, da das Lauanische durch die fidschianische Amtssprache Englisch, das in den Schulen gelehrt wird, sowie durch die Sprachen Hindustani, Fidschi Hindi und Fidschi immer mehr verdrängt wird. Die Sprecher gehen aufgrund des höheren sozialen Prestiges dieser Sprachen immer mehr dazu über, ihre eigene Sprache Lauanisch zu vergessen.
Varianten der Sprachen sind das Lau und das Vanua Balavu.